# Уряд Румунії
Уряд Румунії (рум. Guvernul României) — вищий орган виконавчої влади Румунії.

## Діяльність
До складу уряду входять прем'єр-міністр, міністри та інші члени, встановлені законом.

## Голова уряду
Главою уряду Румунії є прем'єр-міністр. Кандидатура прем'єр-міністра вноситься до Парламенту Президентом і має бути затверджена протягом 10 днів.
- Прем'єр-міністр — Ніколає Чуке (рум. Nicolae Ciucă).
- Віцепрем'єр-міністр — Сорін Гріндяну (рум. Sorin Grindeanu).
- Віцепрем'єр-міністр — Хунор Келемен (рум. Hunor Kelemen).

## Кабінет міністрів
Склад чинного уряду подано станом на 25 листопада 2024 року.
| Логотип | Міністерство                                               | Міністр                                          | Фото                    | Час на посаді     | Час на посаді | Партія | Партія | Вебсайт                                              |
| ------- | ---------------------------------------------------------- | ------------------------------------------------ | ----------------------- | ----------------- | ------------- | ------ | ------ | ---------------------------------------------------- |
|         | Міністерство внутрішніх справ                              | Луціан Боде (Lucian Bode)                        |                         | 25 листопада 2021 |               |        | PNL    | 1 [Архівовано 28 листопада 2021 у Wayback Machine.]  |
|         | Міністерство фінансів                                      | Адріан Качіу (Adrian Câciu)                      |                         | 25 листопада 2021 |               |        | PSD    | 2 [Архівовано 23 травня 2017 у Wayback Machine.]     |
|         | Міністерство економіки                                     | Флорін Спатару (Florin Spătaru)                  |                         | 25 листопада 2021 |               |        | PSD    | 3 [Архівовано 28 листопада 2021 у Wayback Machine.]  |
|         | Міністерство енергетики                                    | Віргил-Даніел Григореску (Virgil-Daniel Popescu) |                         | 25 листопада 2021 |               |        | PNL    | 4 [Архівовано 28 листопада 2021 у Wayback Machine.]  |
|         | Міністерство інвестицій та європейських проєктів           | Дан Вілчану (Dan Vîlceanu)                       |                         | 25 листопада 2021 |               |        | PNL    | 5 [Архівовано 1 грудня 2021 у Wayback Machine.]      |
|         | Міністерство закордонних справ                             | Оана Цою (Oana Țoiu)                             |                         | 23 червня 2025    |               |        | USR    | 6 [Архівовано 29 березня 2022 у Wayback Machine.]    |
|         | Міністерство культури                                      | Луціан Ромашкану (Lucian Romașcanu)              |                         | 25 листопада 2021 |               |        | PSD    | 7 [Архівовано 24 листопада 2021 у Wayback Machine.]  |
|         | Міністерство молоді та спорту                              | Карол-Едуард Новак (Carol-Eduard Novak)          |                         | 25 листопада 2021 |               |        | UDMR   | 8 [Архівовано 28 листопада 2021 у Wayback Machine.]  |
|         | Міністерство екології, вод і лісів                         | Барна Танчош (Barna Tánczos)                     |                         | 25 листопада 2021 |               |        | UDMR   | 9 [Архівовано 28 листопада 2021 у Wayback Machine.]  |
|         | Міністерство оборони                                       | Васіле Дінку (Vasile Dîncu)                      |                         | 25 листопада 2021 |               |        | PSD    | 10 [Архівовано 28 листопада 2021 у Wayback Machine.] |
|         | Міністерство освіти                                        | Сорін Кимпяну (Sorin Cîmpeanu)                   |                         | 25 листопада 2021 |               |        | PNL    | 11 [Архівовано 28 листопада 2021 у Wayback Machine.] |
|         | Міністерство охорони здоров'я                              | Александру Рафіла (Alexandru Rafila)             |                         | 25 листопада 2021 |               |        | PSD    | 12 [Архівовано 18 жовтня 2007 у Wayback Machine.]    |
|         | Міністерство праці та соціальної солідарности              | Маріус Будай (Marius Budăi)                      |                         | 25 листопада 2021 |               |        | PSD    | 13                                                   |
|         | Міністерство розвитку, громадських робіт та адміністрації  | Аттіла Чеке (Attila Cseke)                       |                         | 25 листопада 2021 |               |        | UDMR   | 14 [Архівовано 28 листопада 2021 у Wayback Machine.] |
|         | Міністерство у справах сім'ї, молоді та рівних можливостей | Ґабріела Фіреа (Gabriela Firea)                  | Файл:Gabriela Firea.jpg | 25 листопада 2021 |               |        | PSD    | 15 [Архівовано 26 листопада 2021 у Wayback Machine.] |
|         | Міністерство агрокультури та сільського розвитку           | Адріан Чесной (Adrian Chesnoiu)                  |                         | 25 листопада 2021 |               |        | PSD    | 16 [Архівовано 28 листопада 2021 у Wayback Machine.] |
|         | Міністерство транспорту та інфраструктури                  | Сорін Гріндяну (Sorin Grindeanu)                 |                         | 25 листопада 2021 |               |        | PSD    | 17 [Архівовано 30 вересня 2017 у Wayback Machine.]   |
|         | Міністерство юстиції                                       | Кетелін Предою (Raluca Alexandra Pruna)          |                         | 25 листопада 2021 |               |        | PNL    | 18 [Архівовано 28 листопада 2021 у Wayback Machine.] |
|         | Міністерство досліджень, інновацій та діджиталізації       | Флорін Роман (Florin Roman)                      |                         | 25 листопада 2021 |               |        | PNL    | 19 [Архівовано 30 листопада 2021 у Wayback Machine.] |
|         | Міністерство з питань підприємництва та туризму            | Константин Кадаріу (Constantin Cadariu)          |                         | 25 листопада 2021 |               |        | PNL    | 20 [Архівовано 24 грудня 2021 у Wayback Machine.]    |
|         | Голова канцелярії                                          | Маріан Неацу (Marian Neacșu)                     |                         | 25 листопада 2021 |               |        | PSD    |                                                      |